# القرية (فلم)
ذا فيلج (بالإنجليزية: The Village) أو القرية هو فيلم رعب تشويق أمريكي تم إنتاجه عام 2004 من تأليف وإخراج مخرج أفلام الرعب إم. نايت شيامالان. والموسيقى التصويرية لجيمس نيوتن هاوارد. وقام بإنتاج الفيلم سام ميركر، سكوت رودن وشارك في الإنتاج المخرج إم. نايت شيامالان.
الفيلم يشارك في بطولته خواكين فينيكس برايس دالاس هوارد أدريان برودي ويليام هورت تشارلي ماكديرموت وسيغورني ويفر. وتكلف 71,682,975 دولار أمريكي فيما جنى بعد عرضه عالميا 256,000,000 دولار أمريكي، ليصبح أحد أعلى عشرة أفلام تحقيقا للإيرادات في 2004.
وقامت بتوزيعه توتشستون بيكشرز.

## القصة
تدور أحداث الفيلم حول قرية منعزلة في مواجهة الرعب الذي يحوم حولها، وللوهلة الأولى تبدو هذه القرية وكأنها مثالية وآمنة، ولكن سكان هذه القرية يعيشون تحت رعب «الوحوش» الذين يقطنون الغابة المحيطة بالقرية، فلا يجرؤ أحد أبدا من الاقتراب من الحدود. وذات يوم يقرر لوشيس هانت (خواكين فينيكس) عبور حدود البلدة في محاولة أولى منه لجلب بعض الحاجيات الطبية، وإذا بمصير هذه القرية يتغير إلى الأبد. حيث يتخطى لوشيس هانت الحد الفاصل بين القرية والغابة المحيطة، ويقطف أحد ثمار تلك الغابة، فيراه أحد وحوش الغابة فيعود مسرعا إلى القرية. بعد تلك الحادثة تهاجم الوحوش القرية ليلاً تاركة علامات تحذيرية، فيعترف لوشيس في اجتماع القرية في اليوم التالي أنه قام بتخطي الحد الفاصل بين القرية والغابة. وبعدها يحدث أن لوشيس يقع في الحب مع إيڤي وهي فتاة عمياء لكن فاتنة الجمال مع أفكار تغنيها عن ضوء العالم، ولكن صديق إيڤي الذي يدعى نواه وهو مصاب بنوع من الجنون يعارض هذا الحب ويرفض زواج لوشيس وإيڤي على طريقته، فيذهب إلى لوشيس ويطعنه أكثر من طعنة واحدة بشكل متتالي. فعندما علمت إيڤي بهذا ومع سوء صحة لوشيس وقلة الموارد الصحية في القرية، تقرر إيڤي الذهاب عبر الغابة المحيطة التي يسكنها الوحوش لتصل إلى المدينة وتجلب الدواء للوشيس. وفي الغابة تصادف إيڤي وحش واحد فقط وتقوم بقتله عبر إيقاعه في حفرة. وتصل في النهاية إلى المدينة بينما يتبين أن الوحوش تلك هي مجرد فكرة اخترعها كبار الأشخاص في القرية إثر تعرض كل واحد منهم على حدة إلى حادثة مؤلمة أثناء عيشه في المدينة. وأن الوحش الوحيد الذي صادفته إيڤي في الغابة لم يكون سوى نواه الذي بعد أن طعن لوشيس حبس في غرفة؛ فوجد فيها زي الوحوش التي تقطن الغابة المحيطة فارتداه وذهب إلى الغابة دون علم أحد. وتنتهي القصة بعودة إيڤي إلى القرية ومعها الدواء وأن نواه جعل من فكرة الخوف وفكرة الوحوش حقيقة لأهل القرية.

## وصلات خارجية
- الموقع الرسمي
- القرية على موقع IMDb (الإنجليزية)
- القرية على موقع ميتاكريتيك (الإنجليزية)
- القرية على موقع روتن توميتوز (الإنجليزية)
- القرية على موقع نتفليكس (الإنجليزية)
- القرية على موقع قاعدة بيانات الأفلام العربية
- القرية على موقع ألو سيني (الفرنسية)
- القرية على موقع Turner Classic Movies (الإنجليزية)
- القرية على موقع أول موفي (الإنجليزية)
- القرية على موقع بوكس أوفيس موجو (الإنجليزية)
- القرية على موقع فيلمافينيتي (الإسبانية)
- The Village على موقع أول موفي.